# Will – Folge deinem Traum
Will – Folge deinem Traum (Originaltitel: Will) ist ein britisches Filmdrama von Ellen Perry aus dem Jahr 2011. Die Hauptrollen spielen Perry Eggleton, Kristian Kiehling und Damian Lewis. Erzählt wird die Geschichte des Waisen Will, der sich allein von England aus nach Istanbul aufmacht, um das Champions-League-Finale FC Liverpool gegen AC Mailand zu sehen. 

## Handlung
Der elfjährige Halbwaise Will Brennan lebt in einem britischen Internat, er ist ein großer Fußballfan und seinem Verein FC Liverpool treu ergeben. Wills Leben ändert sich, als ihm sein Vater Gareth, der sich einige Jahre nicht um Will gekümmert hat, Eintrittskarten für das Champions-League-Finale FC Liverpool gegen AC Mailand schenkt. Gareth stirbt jedoch, bevor Vater und Sohn die gemeinsame Reise nach Istanbul antreten können. Will läuft aus dem Internat weg und macht sich allein auf den Weg zum Finalspiel.
In Paris lernt Will auf dem Großmark den verschlossenen Alek, einen ehemaligen jugoslawischen Fußballprofi, kennen. Alek nimmt den Jungen, der als Opfer eines Straßenraubs inzwischen völlig mittellos ist, bei sich auf. Von der Geschichte und Entschlossenheit Wills angerührt, stellt Aleks Wohnungsnachbar und Freund den beiden Geld und ein Auto zur Verfügung, damit der Junge in Aleks Begleitung seine Reise fortsetzen kann. 
Somit machen sich Alek und Will auf den Weg. Bei einem Zwischenstopp in Jugoslawien werden Aleks traumatische Erlebnisse nach dem Bürgerkrieg, die zum Ende seiner Fußballkarriere geführt haben, offenkundig und zwischen Will und Alek entsteht eine auf gegenseitigem Verständnis beruhende Freundschaft.
Die beiden werden inzwischen von der Polizei gesucht, mit viel Glück gelangen sie aber schließlich nach Istanbul. Hier scheint der Traum vom Finale in letzter Minute zu platzen, doch Fans und Fußball-Profis des FC Liverpool, die durch eine weltweite Medienkampagne auf Wills Geschichte aufmerksam geworden sind, kommen zu Hilfe. 

## Hintergrund
Der Film wurde von Strangelove Films in Zusammenarbeit mit Galatafilm produziert. Die 42-tägigen Dreharbeiten fanden in England, Frankreich und der Türkei statt. Die Produktionskosten betrugen 12 Millionen US-Dollar.
Die Kinopremiere fand am 16. Oktober 2011 in Liverpool statt. Der Film gelangte im deutschsprachigen Raum nicht in die Kinos. Die DVD mit deutscher Synchronisation kam am 10. Januar 2013 in den Handel und wird von Sony Pictures Home Entertainment vertrieben.

## Kritik
Die Zeitschrift film-dienst resümierte, der Film sei eine „originelle Mischung aus Jugendfilm und Familiendrama“. Hervorgehoben wurden die „guten Darsteller und die eindrucksvolle Inszenierung“, die das teilweise zu „dick aufgetragene Sentiment“ der Handlung ausgleiche. Cinema schrieb, Will – Folge deinem Traum sei ein Film, der „anrührt“.
Variety kritisierte Ellen Perrys Filmdebüt hingegen als weitere verpasste Chance, einen erfolgreichen Film über Fußball zu machen und sah den Grund in der „nicht überzeugenden Botschaft, dem schwachen Drehbuch, der ungleichen Schauspielleistung und dem schleppenden Tempo“. Perry, „Produzentin-Regisseurin-Drehbuchautorin“, zeige sich „deutlich überfordert“ von einem Stoff, der selbst für „größere Talente“ eine Herausforderung gewesen wäre. Gelobt wurde die „Filmtechnik“ mit der Einschränkung, dass der Filmschnitt unter den „zahlreichen, einen Takt zu langen Einstellungen“ leide. Das Filmmagazin Empire attestierte, Will sei eine „gut gemeinte“, aber durch Drehbuch und Regie „verpfuschte Geschichte“, weise aber durchaus „Wohlfühlmomente“ auf.